# 山田歩季
山田 歩季（やまだ あゆき、2002年7月17日 - ）は、ジャパンラグビーリーグワンのレッドハリケーンズ大阪に所属しているラグビーユニオン選手。

## 略歴
京都成章高等学校では、高1の終わりの全国高等学校選抜ラグビーフットボール大会（春の熊谷）から先発13番（センター）で出場。高2の花園（第100回全国高等学校ラグビーフットボール大会）で、準優勝となる。
明治大学では、3年時から公式戦に出場した。
2025年2月3日、ジャパンラグビーリーグワンのレッドハリケーンズ大阪へ、アーリーエントリーでの加入を発表した。同年3月、明治大学卒業。